# Вазелин
Вазели́н (лат. Vaselinum, Paraffinum unguinosum, Petrolatum) — мазеобразная белая масса без запаха и вкуса. При неполной очистке цвет меняется от чёрного до жёлтого, при полной — до полупрозрачного. Состоит из смеси минерального масла и твёрдых парафинов. Температура плавления 27—60 °C, вязкость 28—36 мм²/с при 50 °C. Растворим в эфире и хлороформе, нерастворим в воде и спирте, смешивается с любыми маслами, кроме касторового. Получают из вакуум-дистиллятных нефтяных фракций загущением петролатумом, парафином и церезином. Не омыляется растворами щелочей, не окисляется, не прогоркает на воздухе, нетоксичен.

## История
В 1859 году получен английским химиком Робертом Чезбро. Изначально автор изобретения назвал новый продукт нефтяным желе (Petroleum Jelly — англ.). Однако такое название не привлекло покупателей. Тогда Роберт решил назвать своё изобретение «вазелином», составив наименование из двух слов: немецкого «wasser» — вода и греческого «elaion» — оливковое масло. В 1872 году он получил патент США на производство продукта, а в 1878 году зарегистрировал вазелин как товарный знак. В настоящее время товарный знак «Вазелин» принадлежит компании Unilever, которая выпускает под этим брендом целый ряд других средств по уходу за кожей. История «Вазелина» — это один из случаев перехода товарного знака во всеобщее употребление в качестве нарицательного наименования товарной категории, что с юридической точки зрения, как правило, приводит к прекращению его правовой защиты и открывает возможность его использования любому производителю.

## Получение

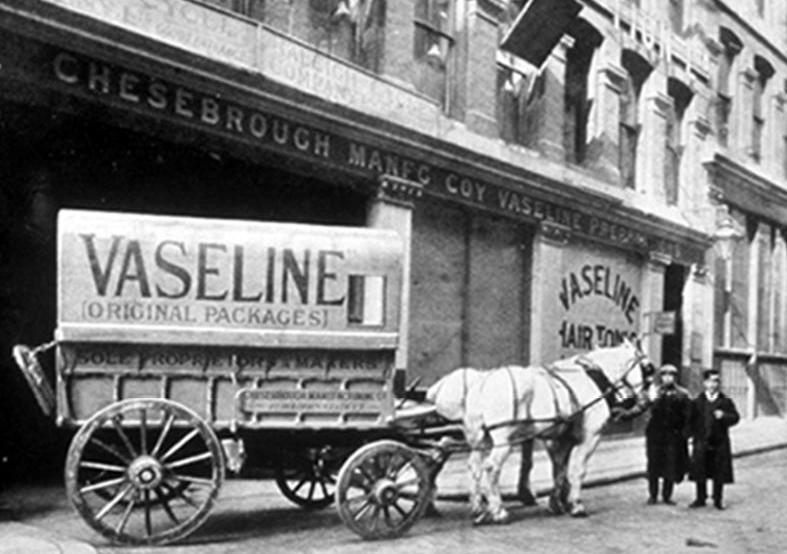
Изображение из архивов компании Vaseline

Различают два вида вазелинов: натуральный и искусственный.
Натуральный (природный «американский») вазелин получается из остатков от разгонки лиственных парафиновых смол с последующей очисткой серной кислотой и отбелкой отбеливающими землями, адсорбирующими смолистые и окрашивающие вещества. Это мазеподобная, а в тонком слое — прозрачная вязкая бесцветная масса, без вкуса и запаха (редко со слабым запахом керосина), свободная от зёрен и комков, легкотянущаяся в нити. Жёлтый вазелин флуоресцирует обычно зелёным цветом, белый — опалесцирует. Обладает асептическими и гидрофильными свойствами и способностью, особенно в смеси с ланолином и цетиловым алкоголем, поглощать и удерживать значительное количество воды. Натуральный вазелин очень трудно эмульгируется. При хранении в любых температурных условиях не должен расслаиваться и выделять масло, даже в виде следов (выпота).
Натуральный вазелин менее подвержен изменению консистенции при температурных колебаниях и не «потеет», оставляет на коже липкий жирный трудносмываемый налёт.
Один из видов искусственного вазелина — сплав церезина, парафина с очищенным (медицинским) вазелиновым или парфюмерным маслом в различной пропорции в зависимости от точки плавления парафина или церезина. К нему прибавляют очищенный петролатум для повышения вязкости и предохранения в значительной степени от появления выпотов. Ещё одним видом искусственного вазелина является силиконовый вазелин, который получают смешиванием силиконового масла с аэросилом. Полученный продукт — бесцветная полупрозрачная мазеобразная жидкость без вкуса и запаха, нетоксична, поэтому может применяться для смазывания слабонагруженных механических передач в бытовой технике.
Искусственный вазелин[какой?] получают от деревообрабатывающей промышленности или готовят на косметических фабриках. Мазеподобная, мутная, в тонком слое просвечивающая, нейтральная, тянущаяся короткими нитями белая или жёлтая масса без запаха и вкуса. При расплавлении даёт однородную прозрачную флуоресцирующую маслообразную жидкость без запаха.

## Применение
Применяют вазелин для пропитки бумаги и тканей в электротехнической промышленности, защиты алюминиевых электрических контактов от коррозии (кварце-вазелиновая паста), для получения пластичных смазок, стойких к действию сильных окислителей, для защиты металлов от коррозии. В медицине: в качестве слабительного средства, в качестве лубриканта для клизмы, в качестве дерматопротекторной мази. Как компонент косметических кремов в косметике. В качестве жировой основы в некоторых отшелушивающих и других кремах и самостоятельно (вазелин, борный вазелин, кремы для массажа). Вазелин также является основным компонентом бриолина.

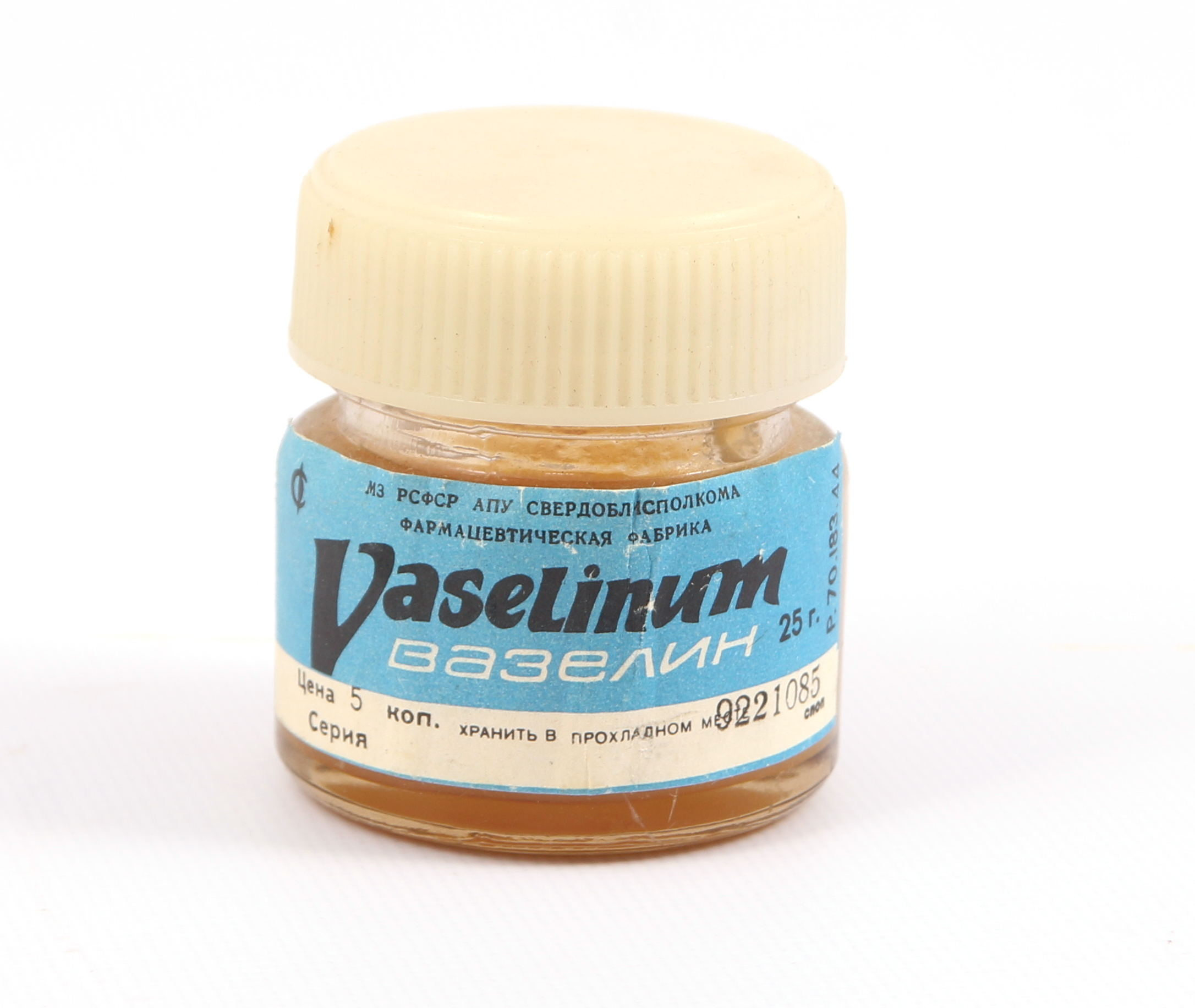
Баночка с вазелином производства СССР

Вопреки устоявшемуся мнению, вазелин имеет крайне малое применение в качестве лубриканта (смазки) в секс-индустрии[уточнить], так как он способствует разрушению латекса (однако латекс применяется не всегда); здесь[где?] используются иные составы на основе водосодержащих компонентов (например, силиконы).
Используется при нанесении татуировок для смягчения кожи и защиты от марания её поверхности краской, для заживления и смягчения образующейся корки. А также используется для увлажнения губ и предотвращения их шероховатости (обветренные губы).
Вазелин зарегистрирован в качестве пищевой добавки Е905b.